# هواوي نوفا
هواوي نوفا وهواوي نوفا بلس من الهواتف الذكية المتوسطة التي تنتجها هواوي. تم الإعلان عنه في معرض إيفا برلين (IFA) في 1 سبتمبر 2016.

## اسم
اسم المنتج «نوفا» هو كلمة لاتينية، والتي تعني «جديد». في علم الفلك، «نوفا» هو أيضا نجم متفجر.

## إطلاق
بدأ ببيع نوفا ونوفا بلس في في أكتوبر 2016 في أكثر من 50 دولة. يبدأ سعر الهاتف من 399 يورو، اما نوفا بلس فيبدأ من 429 يورو.

### مبيعات
قال الرئيس التنفيذي لقسم الهواتف الذكية في هواوي Customer BG He Gang، إن نوفا ستحقق همبيعات بقيمة 10 ملايين وحدة.